# Goodpasture-Syndrom
Das Goodpasture-Syndrom ist eine sehr seltene schwere Autoimmunerkrankung, bei der vorwiegend die Nieren und Lungen beteiligt sind. „Die Reaktion des Organismus auf die Anti-GBM-Antikörper scheint genetisch determiniert zu sein.“ Der US-amerikanische Pathologe Ernest William Goodpasture beschrieb schon 1919 die Kombination aus Glomerulonephritis (bestimmte Form der Nierenentzündung) und Lungenblutungen.
Es handelt sich laut Thiele (1980) um eine „hochfieberhafte, stets hämorrhagische Pneumonie (Mittel- und Untergeschosse; rezidivierende Parenchymblutung) mit Glomerulonephritis (schubweise, final meist generalisiert, nekrotisierend), Ätiologie unbekannt (Virus?); Androtropie; fast stets letal. Pathologisch-anatomisch Endophlebitis obliterans, Hämosiderose der Lungenvenen, Nekrose und Fibrose der Nierenepithelien.“

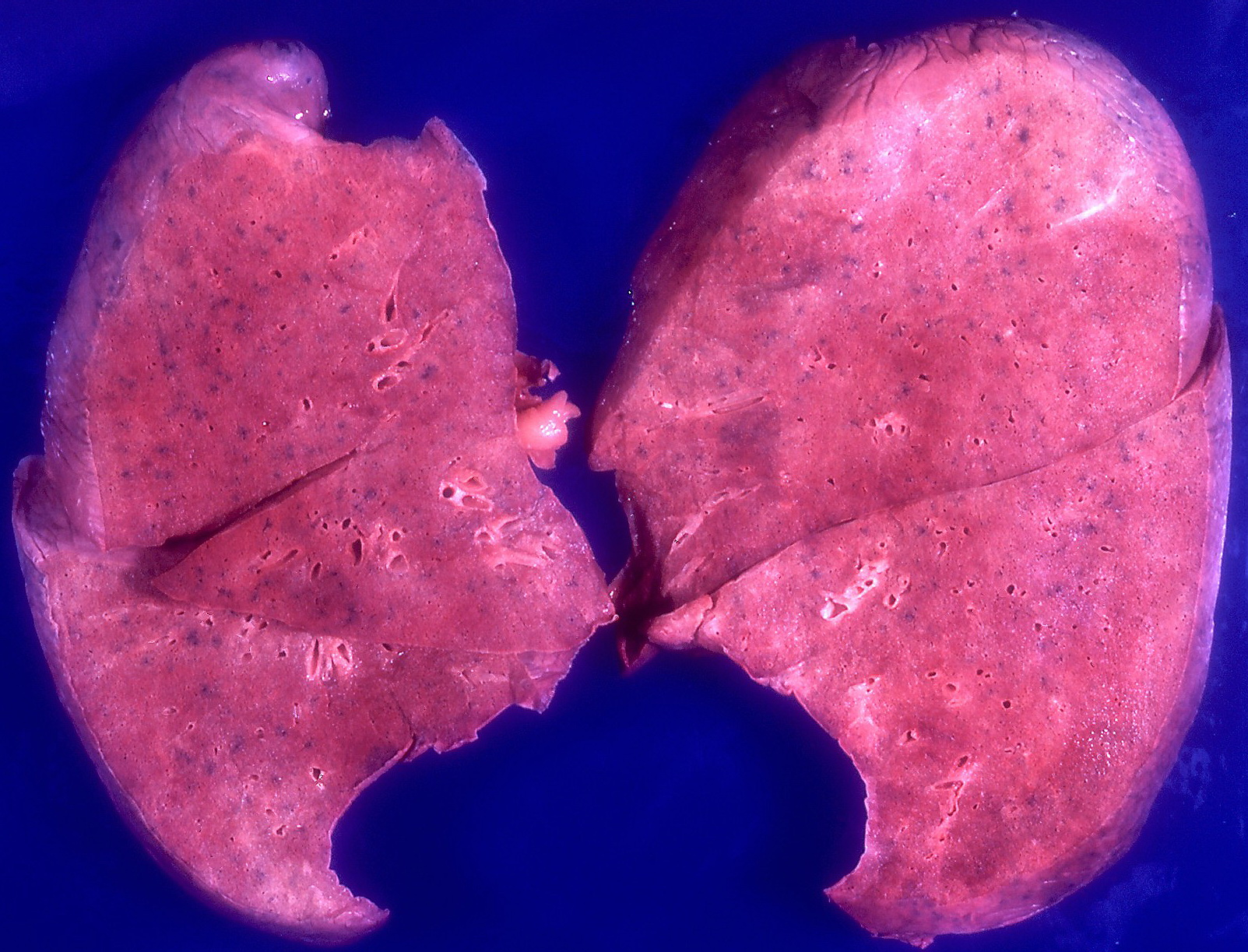
Diffuse Lungeneinblutung bei Goodpasture-Syndrom im pathologischen Präparat.

## Geschichte
Ernest William Goodpasture war 1919 der Erstbeschreiber. François Reubi definierte dieses Syndrom 1968 als Glomerulonephritis bei Lungenhämosiderose. Er schrieb: „Die klassische Form des Goodpasture-Syndroms führt im Verlauf einiger Monate zu tödlicher Niereninsuffizienz. Es wird jedoch neuerdings behauptet, daß es leichtere Fälle gibt, bei denen die Corticotherapie den Prozeß zum Stillstand bringen kann.“
„Das Krankheitsbild war bis 1948 vergessen, seit dieser Zeit sind über 60 Fälle in der Weltliteratur mitgeteilt worden.“
Die Bezeichnung Goodpasture-Syndrom geht auf einen Vorschlag von Stanton und Tange aus dem Jahr 1958 zurück.
Folgendes war noch 1979 anerkanntes Lehrbuchwissen mit weltweiter Bedeutung: „Die Erkrankung führt innerhalb weniger Monate zum Tode und wird durch Corticosteroide oder Antibiotika nicht beeinflußt. Heilungen nach bilateraler Nephrektomie wurden beschrieben.“

## Pathophysiologie
Nach heutigem Verständnis wird die Erkrankung durch gebildete Autoantikörper gegen die Basalmembran der Blutgefäße, insbesondere im Bereich der Nierenglomeruli und der Lungenbläschen, verursacht. Nach der klassischen Systematik von Allergien nach Pathomechanismus liegt somit eine Autoimmunerkrankung vom Typ II vor (komplementverbrauchende Hypersensitivitätsreaktion von Typ II nach Gell und Coombs). Bewirkt wird eine Entzündungsreaktion im Bereich der Nieren und Lungengefäße vom Typ III. Das Goodpasture-Syndrom ist eine Angiitis der Lungenkapillaren mit Lungenblutungen und einer Glomerulitis-Glomerulonephritis. Die Lungenbeteiligung verursacht gefährliche Blutungen mit blutigem Auswurf (Hämoptoe, Hämoptysen), die zur Lungensiderose (Eisenablagerung) führen.
Das Goodpasture-Syndrom bildet den Typ 1 der rasch progredienten Glomerulonephritis (Rapid Progressive Glomerulonephritis, RPGN); beim Typ 1 wird (in Deutschland) unterschieden, ob eine Lungenbeteiligung vorliegt oder nicht. Nur bei der RPGN Typ 1 mit Lungenbeteiligung spricht man vom Goodpasture-Syndrom. Das Vollbild des Goodpasture-Syndroms liegt vor bei einer Anti-GBM-Antikörper-bedingten rasch progredienten Glomerulonephritis mit zusätzlichem Auftreten von pulmonalen Symptomen beziehungsweise bei der „Anti-Basalmembran-Glomerulonephritis mit pulmonaler Hämorrhagie“ („Vaskulitis durch Anti-Basalmembran-Antikörper“).
„Beim Goodpasture-Syndrom ist die hohe Dichte von α3NC1-Domänen von Typ-IV-Kollagen in der Basalmembran von Lungengefäßen und Nierengefäßen dafür verantwortlich, dass überwiegend diese beiden Organe von der Erkrankung betroffen sind.“
Die Glomerulonephritis ist eine schnell fortschreitende Glomerulonephritis, die zur Gruppe der diffus-extrakapillären Glomerulonephritiden gezählt wird – es kommt zu Schlingennekrosen und starker Halbmondbildung. Die Antikörper sind gegen die nicht-kollagene Domäne der Alpha-3-Kette des Kollagen Typ IV der glomerulären und alveolären Basalmembran gerichtet. Sie können im Blutserum nachgewiesen werden.
Das Goodpasture-Syndrom als rasch progressive Glomerulonephritis mit pulmonalem Syndrom ist eine Form des pulmorenalen Syndroms („a subtype of pulmonary-renal syndrome“, „hämorrhagisches pulmorenales Syndrom“, „renopulmonales Syndrom“).

## Vorkommen
Das Goodpasture-Syndrom ist sehr selten (Inzidenz: 0,5–1 Fall pro 1 Mio. Einwohner und Jahr). Das Syndrom betrifft Männer doppelt so häufig wie Frauen. Die Krankheit manifestiert sich meist zwischen dem 20. und 40. Lebensjahr. Sie kommt überwiegend bei Europäern vor. „Bei 8 von 10 Goodpasture-Fällen handelte es sich um Männer zwischen 17 und 27 Jahren, bei denen eine berufliche Expositionsmöglichkeit“ (so Sarre in den 1970er Jahren) mit flüchtigen Kohlenwasserstoffen nachzuweisen war.

## Diagnose
Die Diagnose ist gesichert, wenn im Urinstatus ein nephritisches Sediment vorhanden ist und wenn sich in der Labordiagnostik anti-glomeruläre Basalmembran-Antikörper (Anti-GBM-AK) zeigen (Immunelektrophorese). „Die Lungenblutungen können der Nierenerkrankung um Wochen oder Monate vorauseilen.“ „Schwere hypochrome Anämie und Hyposiderinämie sind die Folgen.“
Differenzialdiagnosen sind ein systemischer Lupus erythematodes, Vaskulitiden und Pneumonitiden verschiedener Ursache.

## Therapie
Die einer ursächlichen Behandlung mit Medikamenten nicht zugängliche Krankheit ist unheilbar. Allerdings kann mittels immunsuppressiver Medikamente (Cyclophosphamid und Kortikosteroide wie hochdosiertes Prednison sowie Azathioprin) die Bildung neuer Anti-GBM-AK gehemmt werden und eine Remission oder eine Lebensverlängerung erreicht werden. Mit einer Plasmapherese (Plasmaaustausch, Plasmaseparation) werden zirkulierende Anti-Basalmembran-Antikörper entfernt; diese Abtrennung der Antikörperkomplexe geschieht ähnlich wie bei der Plasmaspende mit Dialysegeräten. 
Eine solche Plasmaseparation erfolgt in der Regel auf der Intensivstation im Akutstadium. Jedoch muss diese Behandlung mindestens zweimal wöchentlich wiederholt werden, da sich das Plasma schnell nachbildet. Hierbei wird das Plasma anschließend verworfen und nicht wieder den Patienten infundiert.
Auch werden Antihypertensiva therapeutisch eingesetzt. Nierenersatzverfahren (Hämodialyse oder Hämofiltration) sind häufig zur Behandlung erforderlich.
Bei einer Immunadsorption werden die Antikörper herausfiltriert und das Blutplasma wird dem Patienten anschließend wieder reinfundiert, wodurch größere Mengen Blut gereinigt werden können. Dadurch bessert sich das Allgemeinbefinden. Es ist zu beachten, dass dabei – zumindest vorübergehend – mit einem Verlust der erworbenen Immunabwehr (Beispiel Impfschutz) zu rechnen ist.
Die Therapie dauert etwa 8 bis 12 Monate. „Dialysepflichtige Patienten sprechen schlechter auf Plasmapherese und Steroide an.“ Rezidive sind eher selten. Beim „terminalen Nierenversagen stellt sich die Frage nach der Durchführung einer Nierentransplantation.“

## Prognose
Durch eine Alveolitis verursachte rezidivierende Lungenblutungen können lebensbedrohlich sein und mit schwerer Atemnot und mit restriktiven Ventilationsstörungen einhergehen. Die Glomerulonephritis schreitet rasch bis zum Nierenversagen vor. Ohne Therapie ist die Prognose des Goodpasture-Syndroms infaust, wobei der Tod meist nach sechs Monaten infolge der Komplikationen eintritt. Die Krankheit verläuft rasch progredient, daher ist eine frühe Diagnosestellung wichtig. Bei frühzeitiger Therapie kann die Nierenfunktion bei über 60 Prozent der Patienten erhalten werden.